# Corte Suprema de Justiça da Nação Argentina
A Corte Suprema (português brasileiro) ou Tribunal Supremo (português europeu) de Justiça da Nação Argentina (em castelhano: Corte Suprema de Justicia de la Nación Argentina) é o mais elevado tribunal de justiça da República Argentina. Foi criada em 15 de janeiro de 1863.

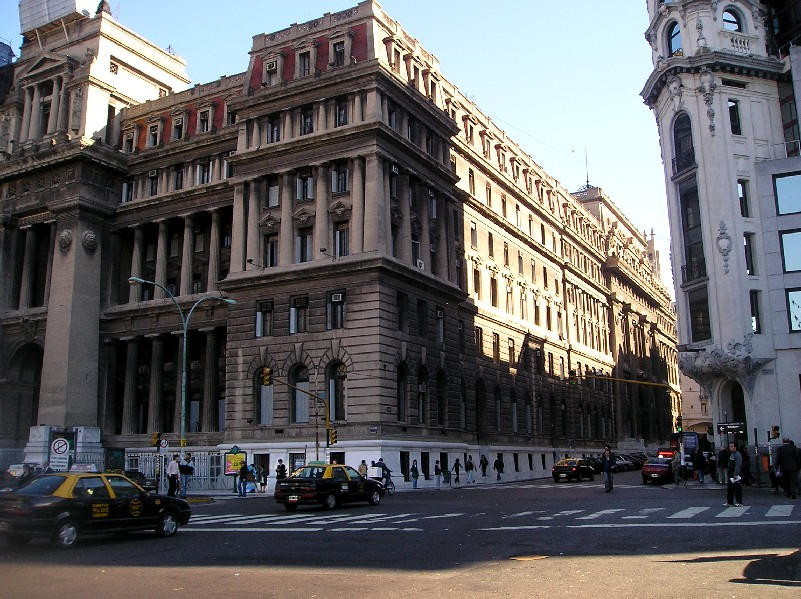
Edifício sede do Tribunal Supremo de Justiça em Buenos Aires.

## Funções
Esta corte é o último dos tribunais na hierarquia judicante da Argentina. Suas decisões não podem ser apeladas para nenhuma outra instância — ocupando assim o mais elevado grau de jurisdição. A ela também cabe o julgamento dos casos em que se põem em dúvida a constitucionalidade de alguma lei ou de decisões dos tribunais inferiores. Pode, por exemplo, declarar nula uma lei aprovada pelo Congresso Nacional Argentino que porventura esteja incompatível com a Constituição da Nação Argentina.
São requisitos para ser membro desta corte:
- oito anos de exercício da advocacia (mesmo requisito para o cargo de senador);
- ser escolhido pelo Presidente da República, com aprovação posterior do Senado;
- gozar de ilibada reputação.

Uma vez atingindo o limite de 75 anos, o ministro deve ser submetido a nova aprovação pelo Senado. Só podem ser removidos de seus cargos mediante um processo de cunho político, processado pelo Senado da República, exclusivamente nos casos de mal exercício das funções.

## Composição atual
| Justiça | Justiça                                                                             | Idade | Nomeado por     | Formação jurídica                | Sucessor  |
| ------- | ----------------------------------------------------------------------------------- | ----- | --------------- | -------------------------------- | --------- |
|         | Presidente Horacio Rosatti nascido em 11 de agosto de 1956 Santa Fe, Argentina      | 68    | Mauricio Macri  | Universidade Nacional do Litoral | Zaffaroni |
|         | Vice-presidente Carlos Rosenkrantz nascido em 28 de outubro de 1958 Buenos Aires    | 66    | Mauricio Macri  | Universidade de Buenos Aires     | Fayt      |
|         | Ministro Juan Carlos Maqueda nascido em 29 de dezembro de 1949 Río Tercero, Córdoba | 75    | Eduardo Duhalde | Universidade Católica de Córdoba | Bossert   |
|         | Ministro Ricardo Lorenzetti nascido em 19 de setembro de 1955 Rafaela, Santa Fe     | 69    | Néstor Kirchner | Universidade Nacional do Litoral | Vázquez   |

## Histórico
A Constituição Argentina de 1853 determinou que a Corte Suprema deveria ser composta por nove juízes e dois ficais. Em fins de 1854, Justo José de Urquiza designou uma Corte que jamais chegou a reunir-se. A reforma constitucional de 1860 mudou esta composição, dispondo que uma lei ordinária deveria determinar o número de membros. A Lei n.º 27 estabeleceu em cinco o número total de ministro da Corte.
A 18 de outubro de 1862, o Presidente Bartolomé Mitre, por meio de um decreto, nomeou a primeira Corte argentina, integrada por Valentín Alsina (presidente), Francisco de las Carreras, Salvador María del Carril, Francisco Delgado, José Barros Pazos e Francisco Pico, como procurador-geral. Em 15 de dezembro deste mesmo ano o presidente também determinou que o tribunal começaria a funcionar a 15 de janeiro do ano seguinte. Entretanto, Alsina não aceitou a presidência da Corte, pelo que a 1 de junho de 1863 foi nomeado para o posto a Francisco de las Carreras. A primeira Corte efetivamente foi, então, composta por Francisco de las Carreras (presidente), Salvador María del Carril, José Barros Pazos, José Benjamín Gorostiaga e Francisco Delgado.
A composição da Corte seria uma constante na história da Argentina. A Lei n.º 15 271, de 1958 aumentou seu número para sete, porém Juan Carlos Onganía devolveu-a para seu número original (Lei n.º 16 895). A Corte Suprema foi finalmente elevada em número de seus membros para os nove atuais pela Lei n.º 23 774, sendo escolhidos os novos quatro membros pelo então presidente Carlos Menem.
Durante a década de 1990, a Corte foi duramente criticada por não possuir a suficiente independência do poder executivo; muitos de seus membros foram acusados de compor uma "maioria automática" que sempre decidia a favor dos interesses do governo. Durante o governo do presidente Néstor Kirchner, iniciado em 2003, todos os membros desta chamada "maioria  automática" foram removidos de seus cargos por julgamento político, ou renunciaram antes que tal juízo iniciasse. O Supremo Tribunal foi caracterizado tanto pela "instabilidade em sua composição" quanto pela inconsistência em suas decisões. No entanto, as reformas em 1994 e 2003 melhoraram o caráter democrático da Corte. O ministro Antonio Boggiano, o último dos "automáticos", foi destituído a 29 de setembro de 2005. Nem todas as vagas foram preenchidas, havendo em 2006 dois cargos vagos.
Desde 19 de junho de 2003, por decreto presidencial, todos os candidatos a integrar a Corte Suprema devem passar por uma etapa de exposição pública, onde o poder executivo deve apresentá-los nos principais meios de comunicação do país. O currículo do nomeado (ou nomeados) deve ser publicado e exposto no sítio do Ministério da Justiça (ligação abaixo) pela internet, e pode ser discutido por ONG, associações de Direito, universidades, organizações de Direitos Humanos, e por qualquer cidadão que assim o deseje. Após um período de três meses, o presidente, considerando os apoios e rejeições à candidatura, está enfim habilitado para apresentar a nomeação ao Senado Federal, que deve decidir se aprova ou não o nome proposto pelo presidente para compor a Corte — necessária a maioria de dois terços dos senadores para a referida aprovação.

## Renovação
A renovação da Corte Suprema de Justiça, durante os dois primeiros anos do governo de Kirchner, foi vista e é usualmente reconhecida internacionalmente como um passo positivo, que dá mais independência ao poder judiciário e equilíbrio da Corte, tanto ideologicamente quanto por gênero: até alguns anos antes todos os juízes eram homens, todos eram católicos, e todos eram considerados conservadores. Ao contrário, porém, os dois ministros mais recentes eleitos pelo Senado foram Elena Highton e Carmem Argibay, ambas mulheres. Esta última é feminista, ateia militante e defende a descriminalização do aborto. Eugenio Zaffaroni (o primeiro a ser designado mediante um processo público de nomeação) é tido politicamente como de centro-esquerda e como um legalista.